# Schlössli Heimenhaus

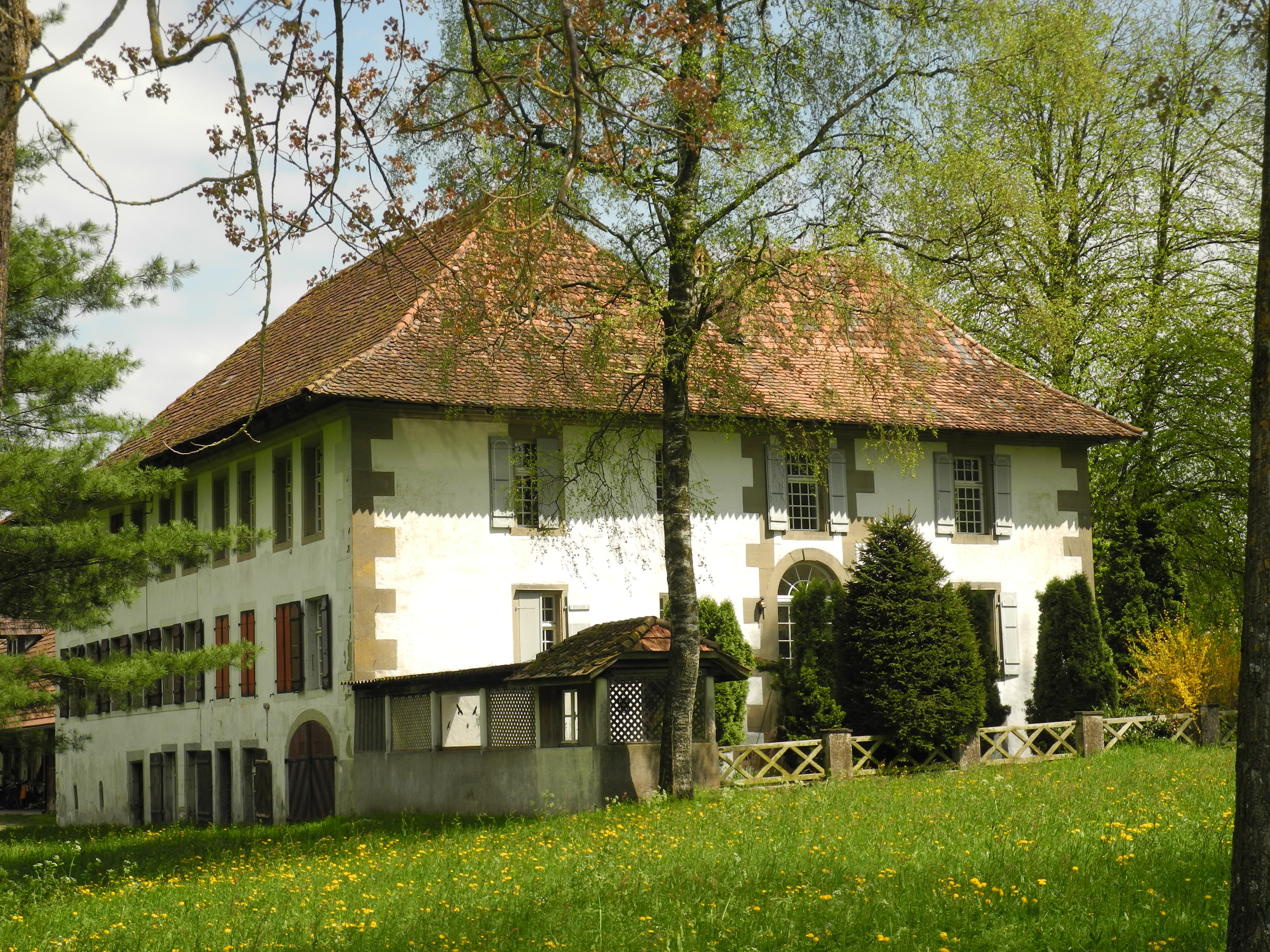
Campagne Heimenhaus

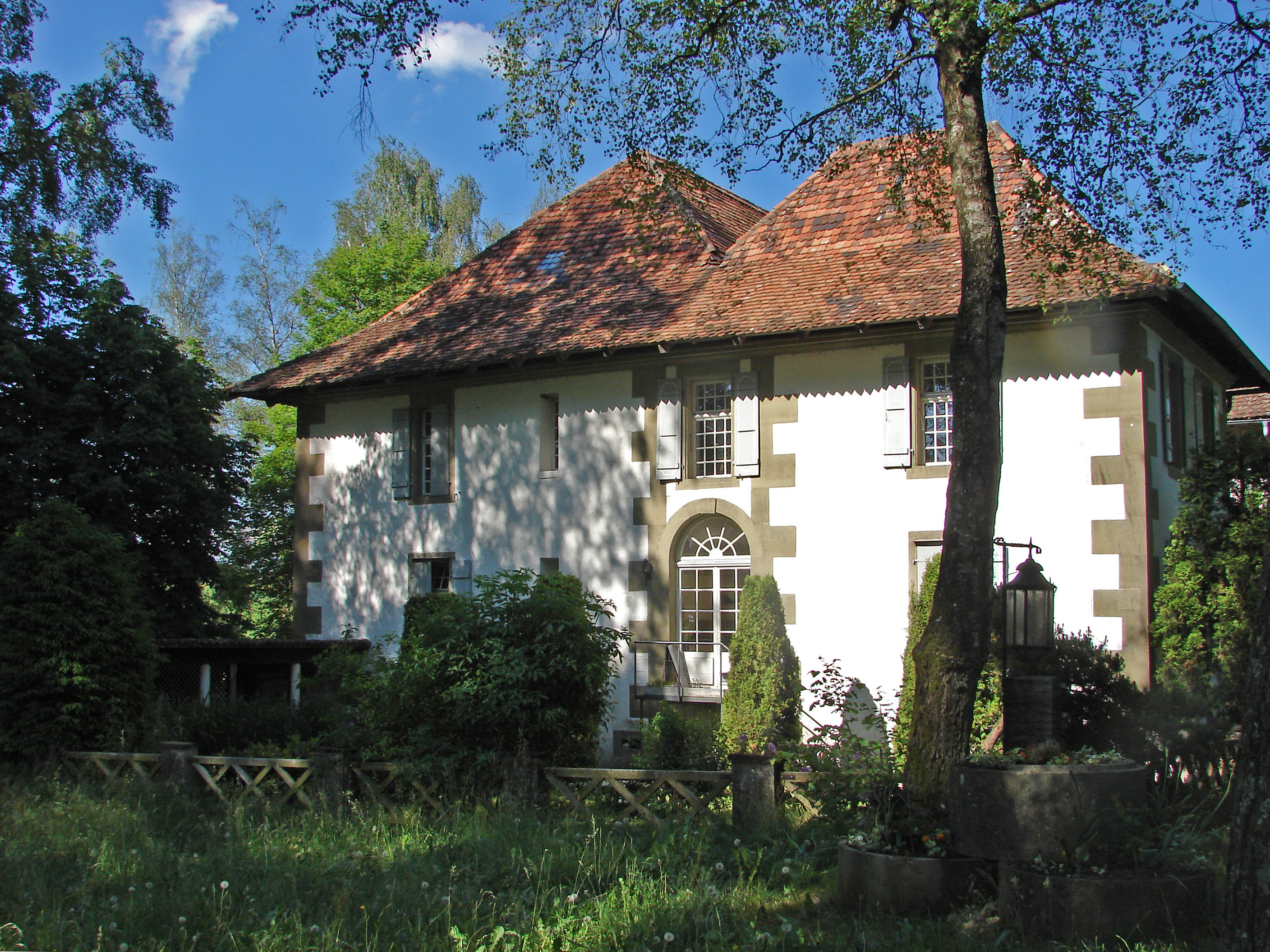
Campagne Heimenhaus, Westseite

Das Schlössli Heimenhaus in der Gemeinde Kirchlindach ist ein Landhaus an der Strasse von Herrenschwanden nach Kirchlindach, nahe der Krebsbachbrücke gelegen.
Das Gebäude gilt als frühes Beispiel eines hufeisenförmig angelegten Herrenhauses im französischen Stil, fast einzigartig unter den kleinen Berner Landsitzen.

## Bau
Bereits im 12./13. Jahrhundert stand dort ein massives Steinhaus. Reste davon sind noch an der Nord-Ost Ecke des Hauses zu sehen. Von Schiessscharten durchbrochene Mauern, mit bis 80 Zentimetern Dicke im Kellergeschosses, sind vom ursprünglichen Bau erhalten geblieben. Der einfache Wohnturm wurde im 16. Jahrhundert westlich mit einem Anbau erweitert und mit einem Walmdach gedeckt. Der nächste Umbau zu einer Campagne brachte 1637 die zwei ebenfalls mit Walmdach versehenen Seitenflügel. Damit wurde ein kleiner, dreiseitig umschlossener Hof gebildet. Um 1730 entstand bei einem weiteren Umbau das heutige Vestibül. Das Höfchen wurde im Erdgeschoss überbaut und die Südfront geschlossen. Innen besteht die Freitreppe mit der Galerie und Treppengeländer im Régence-Stil. Im Hochparterre bilden italienisierende Sandsteinsäulen eine Art Loggia die als Zugang zu den Wohnungen und der Treppe ins Obergeschoss dient. Mit dem zugehörigen Bauernhof von 1831 ist das Schlösschen der markanteste Teil des Kirchlindacher Weilers Heimenhaus.

## Geschichte
Im 14. Jahrhundert war in der Gegend vom heutigen Kirchlindach das Geschlecht der von Lindenach ansässig. Güter in Herrenschwanden und Kirchlindach waren in deren Besitz. Um 1612 soll das «Schlössli-Gut» einem von Werdt gehört haben, möglicherweise dem Abraham von Werdt,  dem Herrn auf Schloss Toffen und Erbauer des Schlössli Zimmerwald. Als nächster Besitzer vom Heimenhaus ist dessen Sohn Johann Rudolf von Werdt bekannt. Seine Töchter verkauften das 1680 ererbte Landgut dem vormaligen Landvogt zu Wangen, Hans Konrad von Matthey und dessen Tochter Maria, die Ehefrau des Hans Jakob Lerber, Kastlan zu Wimmis. Das Gut blieb in der Folge bis 1762 im Besitz der Lerber und wurde dann dem Besitzer des Landhauses «Taube» an der Kleinen Schanze in Bern, Karl Friedrich Bucher verkauft. Als Sicherheit für Schulden ging das Gut 1775 an Hauptmann Friedrich von Wattenwyl, der unverheiratet 1799 starb. Er hinterliess Heimenhaus mit seinen Gütern seiner Cousine Anna Magdalena Margarethe von Wattenwyl vom Schloss Bremgarten, der Ehefrau des Albrecht von Erlach, Herr zu Spiez. Sie verkaufte den Besitz 1800 an den Notar Johann Jakob Steiger, von ihm kam das Gut an den Weinhändler Rudolf Walther. Dessen Erben veräusserten 1824 Heimenhaus an Christian König. Seither blieb das «Schlössli Heimehus» in gegenwärtig fünfter Generation im Familienbesitz.